# Chiao-Tung-Nationaluniversität
Die Chiao-Tung-Nationaluniversität (chinesisch 國立交通大學 / 国立交通大学, Pinyin Gúolì Jiāotōng Dàxúe, Tongyong Pinyin Gúolì Jiaotong Dàsyúe, abgekürzt: NCTU) ist eine ehemalige Forschungsuniversität in Hsinchu, Taiwan. Sie wurde 1896 in Shanghai gegründet. Im Jahre 1949 endete ihr Betrieb auf dem Festland, wobei die Universität von der neu gegründeten Volksrepublik China weitergeführt wurde. In Taiwan gründete die Kuomintang (KMT)-Regierung die Universität im Jahre 1957 neu. Die Universität wurde am 1. Februar 2021 mit der Yang-Ming-Nationaluniversität zur neu gegründeten Yang-Ming-Chiao-Tung-Nationaluniversität zusammengelegt.

## Überblick
Die NCTU ist bekannt für Forschung und Lehre in den Fächern Elektrotechnik, Informatik und BWL. 558 Dozenten lehren an 9 Fakultäten. Nach einer Studie der Chiao-Tung-Universität belegt die NCTU Platz 49 im weltweiten Vergleich der ingenieurwissenschaftlichen Universitäten. Nach dem Essential Science Indicators (ESI) und dem Science Citation Index (SCI), sowie mit dem Institute for Scientific Information (ISI) kompiliert, rangiert die NCTU auf den Plätzen 21 und 67 einer weltweiten Universitätenstudie im Fach Informatik. Aktuell hat sie die meisten IEEE-Partner in ihrem Fach, mehr als alle anderen Universitäten Taiwans. Ihre Alumni dominieren Taiwans Elektronik- und Computerindustrie mit mehr als 500 Vorsitzenden und CEOs. Die Universität ist Nachbar der Tsing-Hua-Nationaluniversität, die "Rivalität" der Studenten beider Hochschulen wird jährlich im Mei-Chu-Turnier ausgetragen.

## Organisation
- College of Electrical Engineering

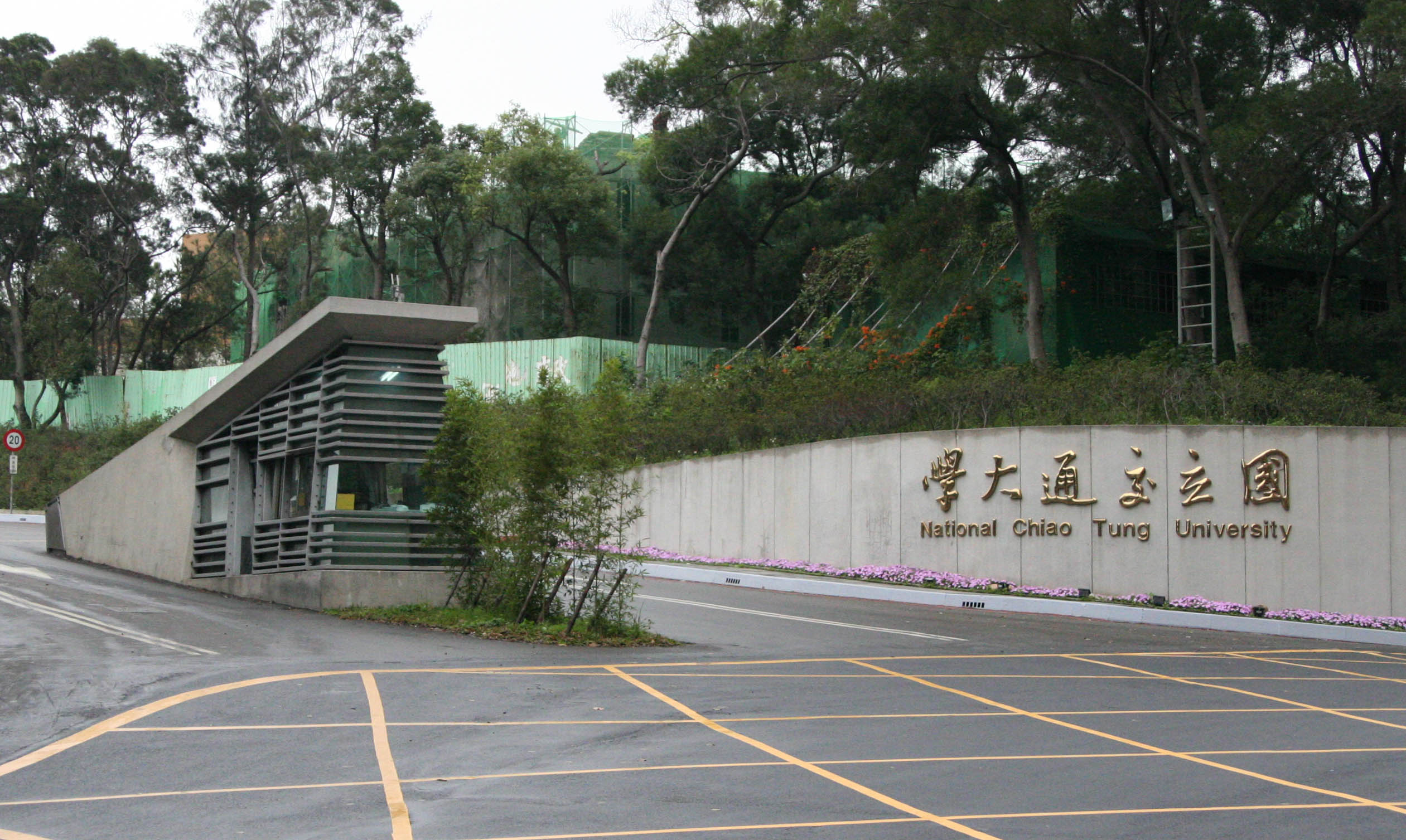
Nordtor zum Campus

  - Department of Electronics Engineering
  - Department of Electrical and Control Engineering
  - Department of Communication Engineering
  - Institute of Electro-Optical Engineering
  - Display Institute
  - Nao Facility Center
  - Center for Telecommunications Research
  - Lee and MTI Center fo Networking Research
  - Degree Program of Electrical engineering and Computer science
  - Electronic Engineering and Computer Science (EECS) Undergraduate Honors Program

- College of Computer Science
  - Department of Computer Science

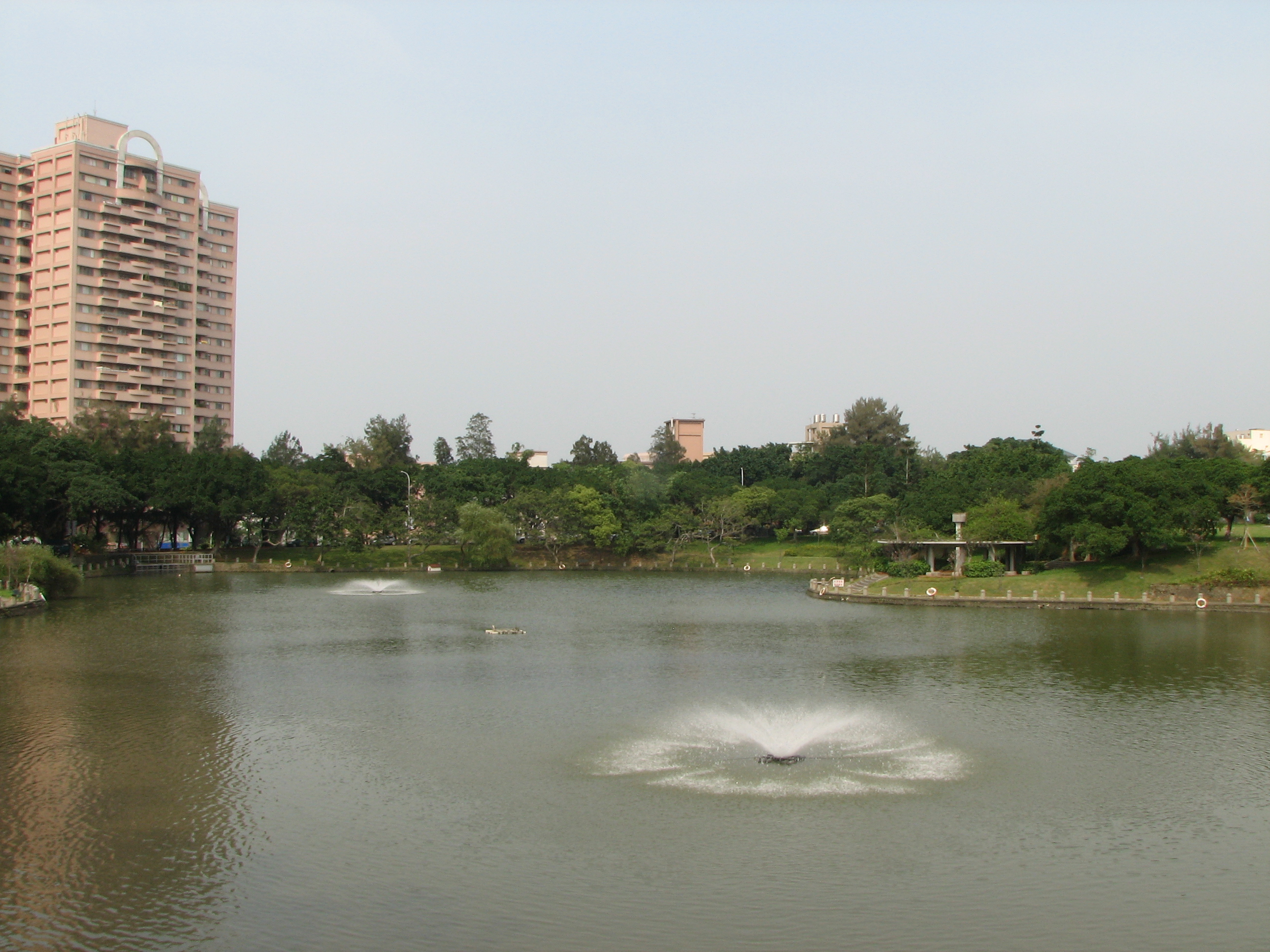
Bambussee der NCTU

  - Institute of Computer Science and Engineering
  - Institute of Network Engineering
  - Institute of Multimedia Engineering
  - Electronic Engineering and Computer Science (EECS) Undergraduate Honors Program

- College of Engineering
  - Department of Mechanical Engineering
  - Department of Civil Engineering
  - Department of Materials Science and Engineering
  - Institute of Environmental Engineering
  - Institute of Nanotechnology (INT)

- College of ScienceCampusmodell
  - Department of Electrophysics

Campusmodell

  - Department of Applied Mathematics
  - Department of Applied Chemistry
  - Institute of Molecular Science
  - Institute of Statistics
  - Institute of Physics
  - Degree Program of E-Learning
  - International Graduate Programs

- College of Biological Science and Technology
  - Department of Biological Science and Technology
  - Institute of Biochemical Engineering
  - Institute of Bioinformatics
  - Institute of Biomedical Science

- College of Management
  - Department of Management Science
  - Department of Transportation Technology & Management
  - Department of Industrial Engineering & Management
  - Institute of Traffic and Transportation
  - Institute of Business & Management
  - Degree Program of Global Business Administration
  - Institute of Information Management
  - Institute of Management of Technology
  - Institute of Technology Law
  - Legal Center for Enterprise & Entrepreneurship
  - Executive Master of Business Administration
  - Semiconductor Manufacturing Management Center
  - Graduate Institute of Finance
  - Department of Information & Finance Management

- College of Humanities and Social Sciences
  - Institute of Communication Studies
  - Film Studies Center
  - Institute of Applied Arts
  - Institute of Music
  - Institute of Education
  - Department of Foreign Languages and Literatures
  - Institute of Teaching English to Speakers of Other Languages
  - Language Teaching and Research Center
  - Graduate Institute of Linguistics & Cultural Studies
  - Center for Teacher Education
  - Center for Emergent Cultural Studies
  - Graduate Institute for Social Research and Cultural Studies

- College of Hakka Studies
  - International Center for Hakka Studies

- College of Architecture
  - Graduate Institute of Architecture

- Center of General Education

- Chalmers International Taiwan Office, CITO

- NCTU Europe at Chalmers

## Wichtige Alumni
- M. C. Frank Chang, Professor für Elektrotechnik, UCLA
- Hsinchun Chen, McClelland Professor für Management-Informationssysteme, University of Arizona
- Wei-Chung Hsu, Professor für Informatik, University of Minnesota
- Jin Au Kong, Professor für Elektrotechnik, MIT
- Jia-Ming Liu, Professor für Elektrotechnik, UCLA
- Olivia R. Liu Sheng, Vorsitzender von Emma Eccles Jone für Wirtschaftsinformatik, University of Utah
- Stan Shih, Gründer von Acer